# Jonathan B. Wright
Jonathan Bradford Wright (nascido em 13 de dezembro de 1986) é um ator estadunidense melhor conhecido por ter interpretado Hanschen Rilow no elenco original do musical da Broadway Spring Awakening, em português "O Despertar da Primavera".

## Vida e carreira
Wright começou a atuar aos 14 anos no programa Creative And Performing Arts (CAPA) localizado na Winston Churchill High School emLivonia, Michigan. Ainda na CAPA, ele foi elencado em diversas produções, incluindo:
- You Can't Take It with You – Ed Carmichael
- Stage Door – Adolph Gretzel
- Sonho de Uma Noite de Verão – Snug
- Les Misérables – Bispo e Montparnasse
- Dancing at Lughnasa – Michael Evans
- Li'l Abner – Abner
- A Piece of My Heart – Ensemble
- Into the Woods – Padeiro
- A Streetcar Named Desire – Stanley Kowalski
- The Crucible – Reverend John Hale
- Macbeth – Macduff

Wright ganhou uma bolsa no Crankbrook Summer Theater no segundo ano do Ensino Médio, onde ele interpretou Romeu em uma produção deRomeu e Julieta. Em 2003, ele participou da ópera Dead Man Walking, de Jake Heggie, no Michigan Opera Theater. Aos 16 anos, Jonathan foi para Nova Iorque e atendeu ao summer acting workshop no The Lee Strasberg Theater Institute.
Quando se formou no Ensino Médio em 2005, retornou a Nova Iorque e se tornou o mais jovem membro do intensivo The Actors Center, seguido pelo programa de nove meses no qual ele estudou com professores das faculdades Juilliard, Yale, NYU e da Royal Shakespeare Company: Scott Freeman, Charles Tuthill, Lisa Benavides-Nelson, Rob Clare (RSC), Orlando Pabotoy (palhaço), Jane Nichols (palhaço), Per Brah (máscara), Felix Ivanov (movimento), e Grace Zandarski (voz). Ele logo seria convidado para a companhia de atores profissionais do The Actors Center onde estudaria uma cena com Ron Van Lieu.
Jonathan fez a audição para a produção off-Broadway do musical Spring Awakening no Atlantic Theater Company em 2005. Ele foi elencado ao papel de Hanschen Rilow, um estudante que seduz seu colega de classe Ernst Robel, papel pelo qual ele foi aclamado, citado por alguns como a estrela do show. Ele continuou com Spring Awakening enquanto a peça foi à Broadway e ganhou oito prêmios Tony. Sua última performance foi em 20 de abril de 2008.

Em outubro de 2007, Wright recebeu o papel de Lethario em seu primeiro filme, Nick e Norah's - Uma Noite de Amor e Música, que estreou em 3 de outubro de 2008. Seu personagem (também chamado de "Beefy Guy") é namorado do personagem Dev (atuado por Rafi Gavron), vocalista da banda The Jerk Offs. Em maio de 2008, Wright interpretou Trent Preston em Youth in Revolt ao lado de Michael Cera, seu colega de cena em Nick e Norah. Youth in Revolt foi aos cinemas em 8 de janeiro de 2010.
Em 2015, Wright participou da produção do Center Theatre Group de Bent, peça de Martin Sherman, dirigida por Moises Kaufman, em Los Angeles.
Em 2022 ele apareceu no documentário do HBO Spring Awakening: Those You've Known, sobre a reunião de 15 anos depois do elenco original do musical.
Wright também é conhecido como Jonny Wright, Jonny B. Wright e Jonny B.

## Links externos
- Jonathan B. Wright. no IMDb.